# Ucho igielne (Staff)
Ucho igielne – zbiór wierszy Leopolda Staffa z 1927 r. Został nagrodzony Państwową Nagrodą Literacką w tym samym roku. Zbiór jest uznany za zwierający wiele z najlepszych wierszy Staffa.
Tomik okazał się wyjątkowy na tle dotychczasowej twórczości poety, przede wszystkim dlatego, że ten w całości poświęcił go głęboko intymnym doświadczeniom religijnym. Wiersze chrześcijańskie pojawiały się co prawda wcześniej, choćby już w Snach o potędze, jednak nie na taką skalę i nie tak radykalnie, jak w Uchu igielnym. W recenzjach zauważano również powtórzenia istniejących już wcześniej u Staffa problemów, tyle że zwracano uwagę, że tym razem podjęte zostały na szerszą skalę. Należy przy tym podkreślić, iż przez wielu badaczy Staff postrzegany bywał dotąd jako wzór realisty, co do zasady obcego szaleństwu wiary, czyli poety, u którego „mistyki jest jak na lekarstwo”. W tej perspektywie zbiór wniósł kolejne istotne novum. Ucho igielne w ocenie krytyków stanowiło niespodziewaną odnowę sił twórczych Staffa, które zdawały już się wyczerpywać.

Wiersze Ucha igielnego wyróżniają się barokowym niemalże ujęciem tematu. Religijność Staffa lokowała się w pobliżu pascalowskiej otchłani: ponadto wizyjność, dynamiczne i żywiołowe ujęcie dramatu wiary, wewnętrzne rozdarcie pomiędzy mrokiem i światłem, wiarą i niewiarą, miłością i rozpaczą, początkowo przywoływało na myśl XVII-wiecznych mistrzów Karmelu.
Mój Bóg to przepaść! Mój Bóg to bezedno,

 Kędy, błyskawic wichurami smagan...
Obok głosów widzących w Staffie odkrywcę mroków wiary i niewiary pojawiały się również takie, które dostrzegały w Uchu igielnym raczej zapowiedzi pogodnej ufności, jak gdyby pierwszy krok na drodze do religii nadziei i radości. Dla całokształtu tomu ważna okazało się zaznajomienie z modernizmem katolickim Henry’ego Newmana i Williama Jamesa. Inni byli zdania, że zbiór wyraża raczej tęsknotę za Bogiem, ale zarazem – niewiarę. Demiurg w pojęciu Staffa miałby być wywiedzionym raczej z idei panteistycznych i stoickich bezosobowym absolutem, a nie Bogiem judeochrześcijańskim.